# Малбери (Охајо)
Малбери (енгл. Mulberry) насељено је место без административног статуса у америчкој савезној држави Охајо.

## Демографија
По попису из 2010. године број становника је 3.323, што је 184 (5,9%) становника више него 2000. године.
| Група             | 2000.         | 2010.         |
| Белци             | 3.039 (96,8%) | 3.135 (94,3%) |
| Афроамериканци    | 29 (0,9%)     | 69 (2,1%)     |
| Азијати           | 23 (0,7%)     | 33 (1,0%)     |
| Хиспаноамериканци | 23 (0,7%)     | 43 (1,3%)     |
| Укупно            | 3.139         | 3.323         |